# Vật tại Đại hội Thể thao Đông Nam Á 2021
Vật là một trong những môn thể thao được tranh tài tại Đại hội Thể thao Đông Nam Á 2021 ở Việt Nam. Bộ môn Vật tại kỳ SEA Games 31 diễn ra trọn vẹn trong 3 ngày thi đấu từ ngày 17 đến ngày 19 tháng 5..

## Nội dung thi đấu
Vật tự do là một trong hai nội dung thi đấu của bộ môn Vật cùng với Vật cổ điển. Đối với vật tự do, các đô vật sẽ không bị giới hạn chỉ sử dụng phần thân trên và cánh tay mà được quyền sử dụng toàn thân để vật đối thủ. Nếu Vật cổ điển chỉ có 6 bộ huy chương cho nam thì Vật tự do có đến 12 bộ huy chương tương ứng với 12 nội dung thi đấu dành cho cả nam và nữ. Cụ thể như sau:
Nam: 57kg, 65kg, 74kg, 86kg, 97kg, 125kg
Nữ: 50kg, 53kg, 57kg, 62kg, 68kg, 76kg.

## Địa điểm
| Hà Nội                    |
| ------------------------- |
| Nhà thi đấu huyện Gia Lâm |
| Sức chứa: 2.400           |
|                           |

## Chương trình thi đấu
| Ngày  | Giờ           | Nội dung                                                          |
| ----- | ------------- | ----------------------------------------------------------------- |
| 17/05 | 08:00 - 08:30 | Kiểm tra y tế và cân nặng GR 60kg, 67kg, 77kg, 87kg, 97kg, 130kg  |
| 17/05 | 10:30 -13:30  | Vòng sơ loại và Repechage GR -60kg, 67kg, 77kg, 87kg, 97kg, 130kg |
| 17/05 | 16:00 - 18:00 | Chung kết GR -60kg, 67kg, 77kg, 87kg, 97kg, 130kg Lễ trao thưởng  |
| 18/05 | 08:00 - 08:30 | Kiểm tra y tế và cân nặng WW -50kg, 53kg, 57kg, 62kg, 68kg, 76kg. |
| 18/05 | 10:30 -13:30  | Vòng sơ loại và Repechage WW -50kg, 53kg, 57kg, 62kg, 68kg, 76kg. |
| 18/05 | 16:00 - 18:00 | Chung kết WW -50kg, 53kg, 57kg, 62kg, 68kg, 76kg. Lễ trao thưởng  |
| 19/05 | 08:00 - 08:30 | Kiểm tra y tế và cân nặng FS -57kg, 65kg, 74kg, 86kg, 97kg, 125kg |
| 19/05 | 10:30 -13:30  | Vòng sơ loại và Repechage FS -57kg, 65kg, 74kg, 86kg, 97kg, 125kg |
| 19/05 | 16:00 - 18:00 | Chung kết FS -57kg, 65kg, 74kg, 86kg, 97kg, 125kg Lễ trao thưởng  |

## Bảng huy chương
| Hạng               | Đoàn               | Vàng | Bạc | Đồng | Tổng số |
| ------------------ | ------------------ | ---- | --- | ---- | ------- |
| 1                  | Việt Nam           | 17   | 1   | 0    | 18      |
| 2                  | Campuchia          | 1    | 1   | 4    | 6       |
| 3                  | Philippines        | 0    | 7   | 5    | 12      |
| 4                  | Thái Lan           | 0    | 6   | 4    | 10      |
| 5                  | Indonesia          | 0    | 2   | 1    | 3       |
| 6                  | Singapore          | 0    | 1   | 1    | 2       |
| 7                  | Lào                | 0    | 0   | 2    | 2       |
| Tổng số (7 đơn vị) | Tổng số (7 đơn vị) | 18   | 18  | 17   | 53      |

## Danh sách huy chương

### Vật cổ điển nam
| Hạng cân | Vàng                        | Bạc                             | Đồng                               |
| -------- | --------------------------- | ------------------------------- | ---------------------------------- |
| 60 kg    | Bùi Tiến Hải · Việt Nam     | Kritsada Kongsrichai · Thái Lan | Margarito Angana Jr. · Philippines |
| 67 kg    | Bùi Mạnh Hùng · Việt Nam    | Muhammad Aliansyah · Indonesia  | Noel Norada · Philippines          |
| 77 kg    | Nguyễn Bá Sơn · Việt Nam    | Wisit Thamwirat · Thái Lan      | Andika Sulaeman · Indonesia        |
| 87 kg    | Nghiêm Đình Hiếu · Việt Nam | Jefferson Manatad · Philippines | Chiranuwat Chamnanjan · Thái Lan   |
| 97 kg    | Nguyễn Minh Hiếu · Việt Nam | Anucha Yospanya · Thái Lan      | Jason Balabal · Philippines        |
| 130 kg   | Hà Văn Hiếu · Việt Nam      | Nanthawat Panphuek · Thái Lan   | Timothy Loh · Singapore            |

### Tự do nam
| Hạng cân | Vàng                          | Bạc                            | Đồng                          |
| -------- | ----------------------------- | ------------------------------ | ----------------------------- |
| 57 kg    | Phùng Khắc Huy · Việt Nam     | Alvin Lobreguito · Philippines | Soeun Sophors · Campuchia     |
| 65 kg    | Nguyễn Xuân Định · Việt Nam   | Jhonny Morte · Philippines     | Siripong Jumpakam · Thái Lan  |
| 74 kg    | Cấn Tất Dự · Việt Nam         | Ronil Tubog · Philippines      | Parinya Chamnanjan · Thái Lan |
| 86 kg    | Trần Văn Trường Vũ · Việt Nam | Gary Chow · Singapore          | Heng Vuthy · Campuchia        |
| 97 kg    | Hoàng Văn Nam · Việt Nam      | Mo Sari · Campuchia            | Jason Balabal · Philippines   |
| 125 kg   | Sou Bali · Campuchia          | Ngô Văn Lâm · Việt Nam         | Phonexay Phachanxay · Lào     |

### Tự do nữ
| Hạng cân | Vàng                           | Bạc                                   | Đồng                          |
| -------- | ------------------------------ | ------------------------------------- | ----------------------------- |
| 50 kg    | Nguyễn Thị Xuân · Việt Nam     | Jiah Pingot · Philippines             | Dit Samnang · Campuchia       |
| 53 kg    | Kiều Thị Ly · Việt Nam         | Nattakarn Kaewkhuanchum · Thái Lan    | Grace Loberanes · Philippines |
| 57 kg    | Nguyễn Thị Mỹ Trang · Việt Nam | Minalyn Foy-os Langngag · Philippines | Sriprapa Tho-Kaew · Thái Lan  |
| 62 kg    | Nguyễn Thị Mỹ Hạnh · Việt Nam  | Kharisma Tantri Herlina · Indonesia   | Chea Kanha · Campuchia        |
| 68 kg    | Lại Diệu Thương · Việt Nam     | Salinee Srisombat · Thái Lan          | —                             |
| 76 kg    | Đặng Thị Linh · Việt Nam       | Noemi Tenner · Philippines            | Latxomphou Oday · Lào         |